# 앰버 르 봉
앰버 르 봉(Amber Le Bon, 1989년 8월 25일 ~ )은 잉글랜드의 모델이다. 가수 사이먼 르 봉과 모델 야스민 르 봉의 딸이다.